# 法蘭克·法拉捷特

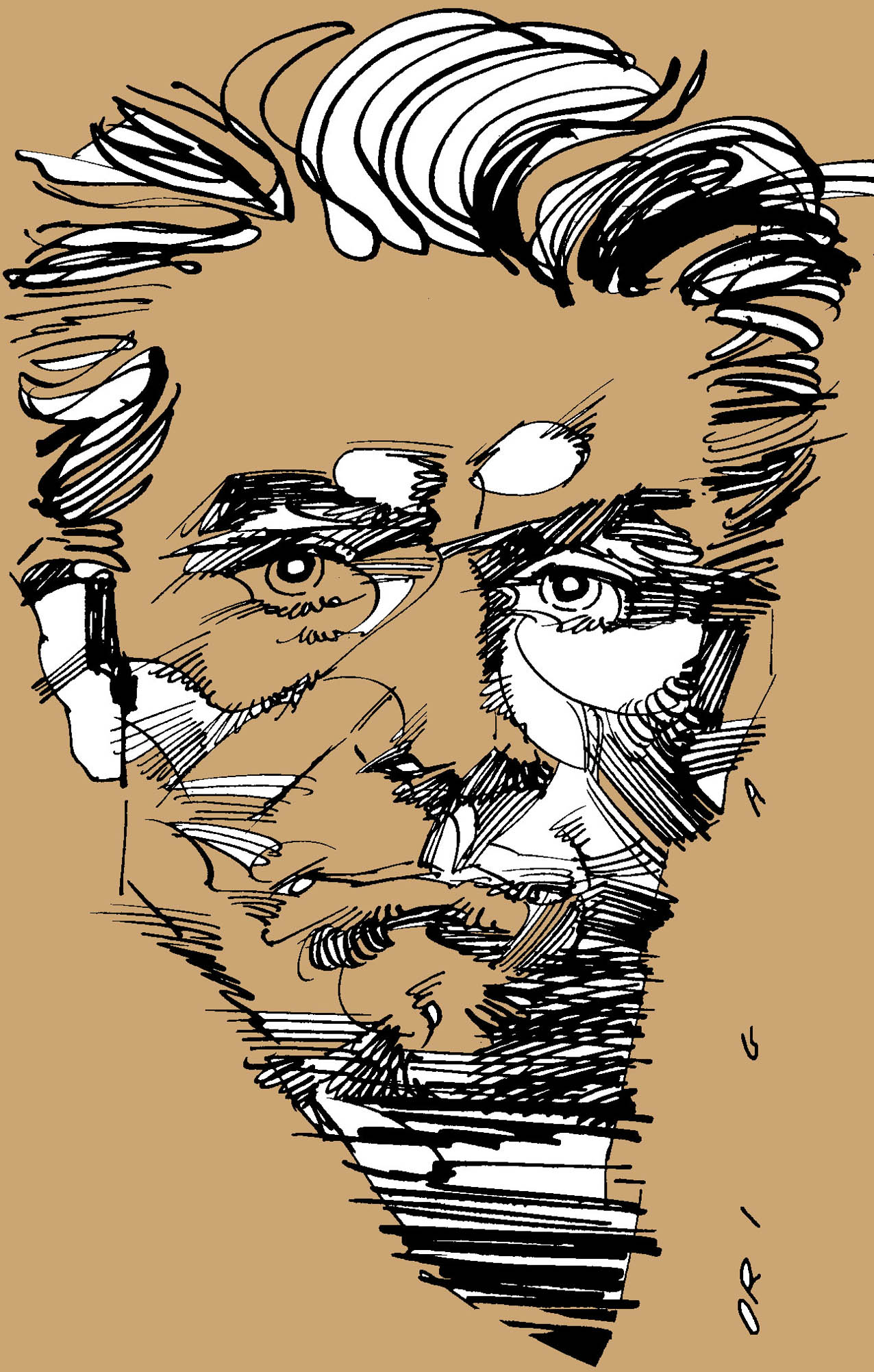
法蘭克·法拉捷特自畫像

法蘭克·法拉捷特（Frank Frazetta）又譯作法蘭克·佛列茲塔。（1928年2月9日 - 2010年5月10日）生於紐約布魯克林，是一位傳奇的漫畫家、插畫家，亦是奇幻畫派的先驅。法拉捷特對人體的肌理表現紮實，油畫作品生動、充滿力度，也有著一種舊日時光的幽雅。
法拉捷特3歲開始執筆塗鴉。校內老師看過他的畫後引起很大迴響，父母於是把他送進美術專業學校，八歲幼齡的法拉捷特入學筆試還技驚四方。
法拉捷特很年輕就投身商業繪畫，16歲便獨當一面，創作漫畫作品。40年代便製作了數百幅插畫，並為迪士尼工作。1955年創作漫畫。 有段時間他只為男性刊物繪畫封面，及後在《花花公子》繪畫彩色漫畫，又為雜誌製作封底插畫。
1964年替《Vampirella》及漫畫《Conan》、《Tarzan》製作封面，從此訂單不斷，其作品被印製成月曆、開報廣泛流傳，在表現風格上受到法拉捷特影響的同業甚眾，如謝菲·鍾斯、鲍里斯·瓦莱约等。
電影明星阿諾·舒華辛力加曾兩度演過法拉捷特筆下漫畫角色「Conan」。

## 外部連結
- 法拉捷特官方網站 （页面存档备份，存于）